# Julia (programspråk)
Julia är ett generellt, dynamiskt högnivåspråk, vars egenskaper gör det speciellt lämpat för numerisk analys och beräkningsvetenskap. 
Språket löser det så kallade tvåspråksproblemet genom att vara enkelt att använda för att skapa prototyper. Det ger också snabb exekvering genom just-in-time kompilering med kompilatorn LLVM.
Språket skapades av Jeff Bezanson, Stefan Karpinski, Viral B. Shah och Alan Edelman. Det släpptes offentligt för första gången 2012. Version 1.0 släpptes år 2018. Julia är öppen källkod under MIT-licens.

## Egenskaper och funktioner
Julia är känt för att kombinera prestanda med enkelhet och har många inbyggda funktioner för att stödja linjär algebra, randomisering, och utfallsanalys. Språket har ett stort ekosystem med paket som täcker områden som maskininlärning, visualisering, och webbutveckling.

## Syntax
Julia har en lättläst och uttrycksfull syntax som liknar andra högnivåspråk som Python och MATLAB. Här är ett exempel på en enkel funktion i Julia:
```
function
 
say_hello
(
name
)

    
println
(
"Hello, 
$name!
"
)

end

say_hello
(
"Alice"
)

```

## Användningsområden
Julia används inom flera områden, inklusive:
Dataanalys
Maskininlärning
Vetenskaplig forskning
Finansiell modellering
Simulationer